# Conferenza di Berlino (1884)
La Conferenza di Berlino del 1884-1885, detta anche Conferenza dell'Africa Occidentale  o Conferenza sul Congo (in tedesco: Kongokonferenz), regolò il commercio europeo in Africa centro-occidentale nelle aree dei fiumi Congo e Niger e sancì la nascita dello Stato Libero del Congo sotto l'influenza di Leopoldo II del Belgio.
La Conferenza fu voluta dal Cancelliere tedesco Otto von Bismarck e dalla Francia allo scopo di regolare le molteplici iniziative europee nell'area del Bacino del fiume Congo. Tuttavia la conferenza consentì, seppure non negli atti ufficiali, alle potenze europee di rivendicare possedimenti all'interno delle zone costiere occupate, il che portò alla cosiddetta corsa per l'Africa.

## Gli antefatti
Nella seconda metà del XIX secolo le potenze europee, spinte dagli interessi dell'imperialismo, cominciarono a dedicare la loro attenzione al continente africano. Nel 1876 il re del Belgio Leopoldo II organizzò a Bruxelles una conferenza geografica e l'anno dopo prese contatti con l'esploratore britannico Stanley che aveva attraversato il territorio dell'Africa subequatoriale dalla costa dell'Oceano Indiano a quella dell'Oceano Atlantico.
Nel 1878 nacque a Bruxelles il Comitato di studi dell'alto corso del fiume Congo (Comité d'études du Haut-Congo) di cui Leopoldo fu uno dei massimi finanziatori. Il comitato, l'anno successivo, incaricò Stanley di una spedizione che raggiunse il fiume nell'agosto del 1879. Nel 1880 vennero stipulati i primi trattati commerciali di sfruttamento della zona.

### L'accordo Brazzà-Makoko
Come c'era da aspettarsi, le altre potenze non rimasero a guardare. L'esploratore italiano al servizio francese Pietro Savorgnan di Brazzà partito per l'Africa occidentale, nel settembre del 1880 stipulò il cosiddetto trattato Brazza-Makoko con il re Iloo dei Teke (il cui titolo era appunto “Makoko”). Con questo accordo la Francia estese un protettorato sul territorio del monarca indigeno e stabilì una base in posizione strategica all'inizio del corso superiore navigabile del Congo.
Quando si diffuse la notizia dell'accordo in Europa, la stampa francese parlò di «una terra vergine, grassa, vigorosa e feconda», e i portoghesi che detenevano i più solidi diritti su quei territori (avendo scoperto la foce del Congo nel 1482) cominciarono ad irritarsi. Nello stesso tempo Leopoldo accelerava la penetrazione nell'area, mentre il parlamento francese ratificava nel novembre 1882 i trattati di Brazzà.

### L'accordo anglo-portoghese
A questo punto, di fronte ai vantaggi che poteva ricavarne la Francia, anche la Gran Bretagna scese in campo e pur di tenere lontana l'antagonista, decise di appoggiare le rivendicazioni portoghesi.
Il 26 febbraio 1884, a Londra, fu sottoscritto il trattato anglo-portoghese, con il quale la Gran Bretagna riconosceva la sovranità del Portogallo sull'intera foce del Congo. Leopoldo si trovò quindi con un impero coloniale in formazione senza, a sentire gli inglesi, sbocco sul mare. Il re del Belgio, allora, per convincere Londra a mollare il Portogallo escogitò, contro il sistema protezionistico di Lisbona, la formula dello "Stato senza dogane", del quale avrebbero beneficiato tutte le nazioni europee. L'area del fiume Congo sarebbe diventata di libero commercio, per cui l'accordo anglo-portoghese che già aveva poche speranze di essere ratificato dal parlamento britannico e dalla comunità internazionale, di fatto, decadde completamente.

### Verso la formazione dell'impero coloniale tedesco

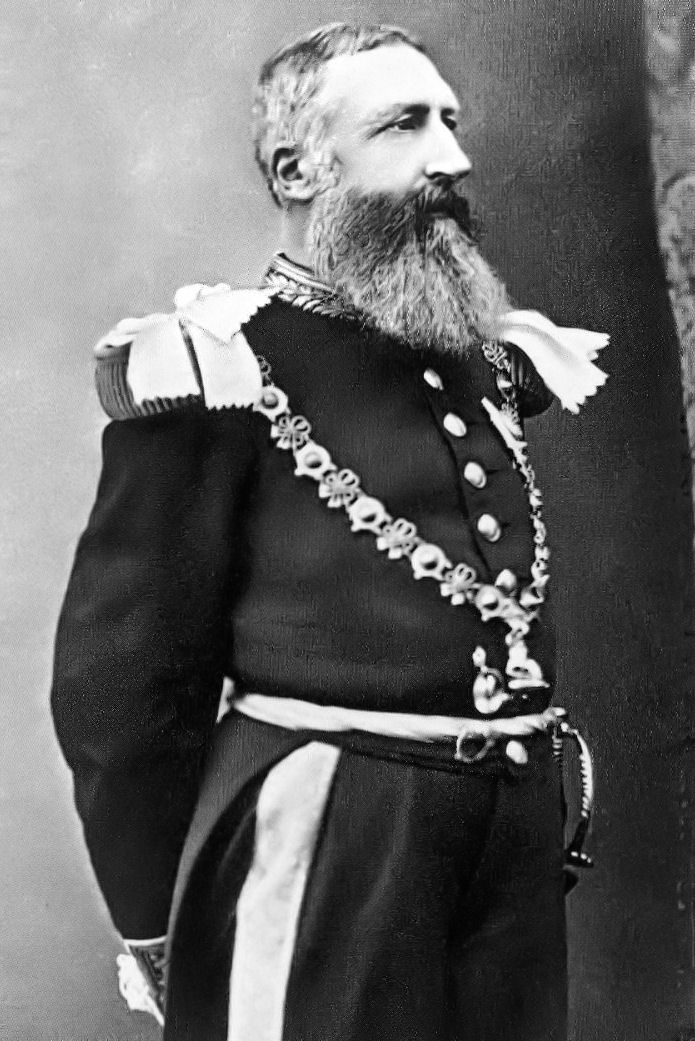
Leopoldo II del Belgio, il massimo beneficiario della Conferenza di Berlino: lo Stato Libero del Congo fu assegnato alla sua sfera d'influenza.

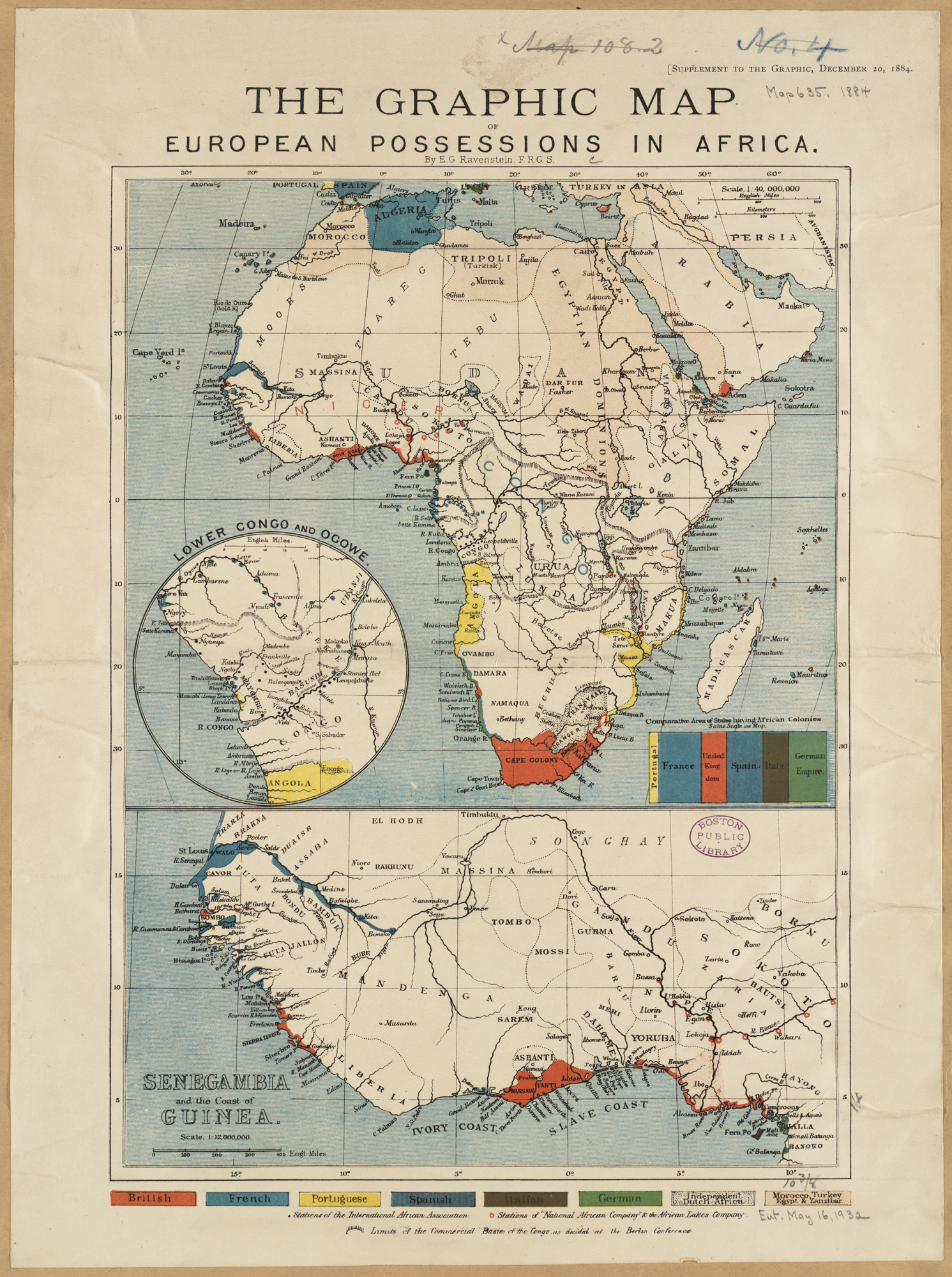
Una mappa dei possedimenti europei in Africa nel 1884.

Inaspettatamente anche la Germania, potenza tradizionalmente continentale, in quei mesi si diede da fare. Intravedendo buone opportunità elettorali e di politica sociale, il Cancelliere Bismarck, nel 1884, si decise a riconoscere come colonie tutti i territori non ancora rivendicati da altre potenze in cui erano presenti insediamenti commerciali tedeschi. Nacque così, a macchia di leopardo sul continente africano, quello che sarebbe divenuto l'impero coloniale tedesco.
Nello stesso tempo, nel tentativo di riconciliarsi con la Francia, il 7 giugno 1884, Bismarck dichiarò di non riconoscere il trattato anglo-portoghese e ad agosto si mise in contatto con Parigi per lanciare l'idea di una conferenza internazionale. Avutone buona accoglienza, interpellò anche Londra e Lisbona puntualizzando che la conferenza avrebbe dovuto occuparsi dei seguenti punti:
- Libertà di commercio nel bacino e nella foce del Congo;
- Libertà di navigazione sul Congo e sul Niger secondo gli stessi principi adottati per il Danubio;
- Definizione delle formalità da rispettare da parte delle potenze europee per la presa di possesso di colonie sulle coste africane.[7]

## La conferenza
Ottenuto il consenso dell'Europa, Bismarck invitò tutti i Paesi che già avevano interessi in quei territori, e cioè Gran Bretagna, Francia, Germania, Portogallo, Paesi Bassi, Belgio, Spagna e Stati Uniti. Inoltre «allo scopo di assicurare alle risoluzioni della conferenza l'assenso generale» furono invitati, ma quasi solo come osservatori, l'Austria-Ungheria, la Svezia-Norvegia, la Danimarca, l'Italia, l'Impero ottomano e la Russia.
Bismarck aprì la conferenza il 15 novembre 1884. Egli ricordò i punti principali dell'ordine del giorno sottolineando quello relativo alla definizione delle regole per stabilire la sovranità di una potenza sulla costa africana.

### Il commercio fluviale sul Congo e sul Niger

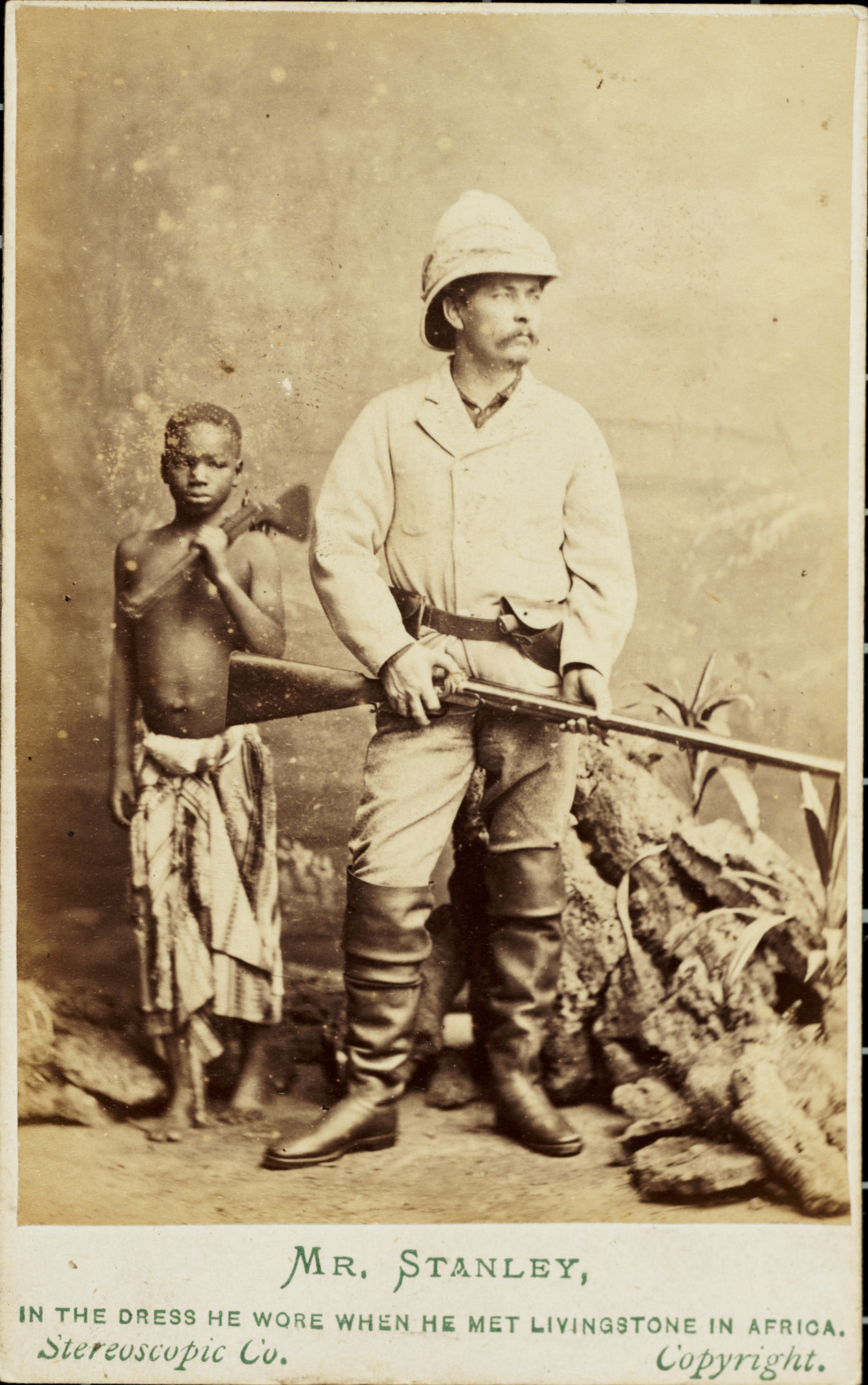
L'esploratore britannico Henry Morton Stanley, agente di Leopoldo II alla conferenza.

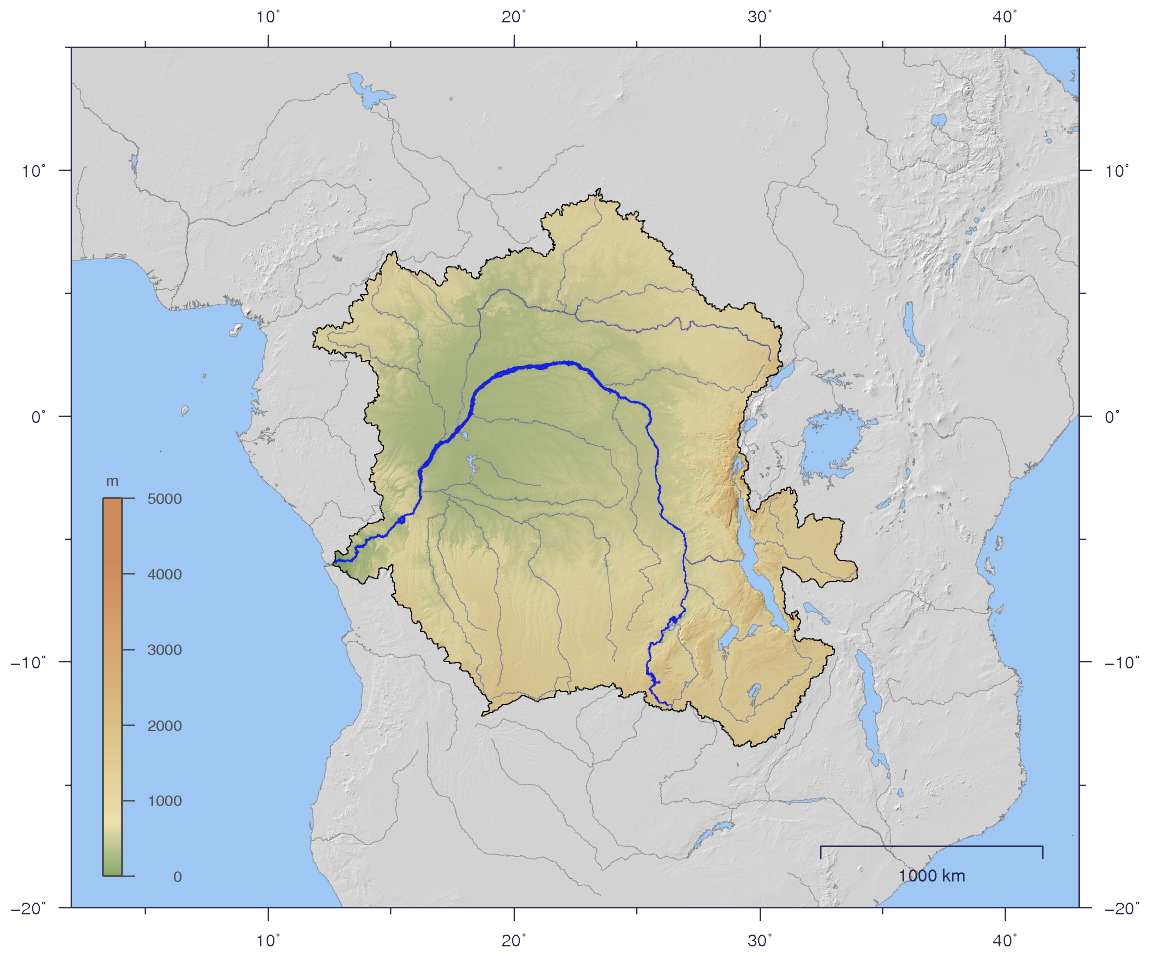
L'area geografica del Bacino del fiume Congo e dei suoi affluenti su cui la conferenza stabilì il libero commercio.

Stanley, presente alla conferenza come inviato degli Stati Uniti ma, di fatto, agente di re Leopoldo, propose di estendere l'area di libero commercio il più possibile, dall'Oceano Atlantico fino all'Oceano Indiano. Non ci furono grandi obiezioni alla proposta. Solo Francia e Portogallo, che vantavano già rivendicazioni, cercarono di assicurarsi qualche territorio sulla costa atlantica, e la Gran Bretagna, che appoggiava il Sultano di Zanzibar, cercò di ottenerne sulla costa dell'Oceano indiano.
Si giunse al compromesso di fissare due aree di commercio libero. La prima, detta del "Bacino del Congo e dei suoi affluenti", si estendeva dall'Oceano Atlantico fino ai Grandi Laghi; la seconda, detta "Zona marittima orientale", si estendeva dai Grandi Laghi all'Oceano Indiano. Per quest'ultima zona, che comprendeva parte del Sultanato di Zanzibar, la Gran Bretagna puntualizzò che gli accordi avrebbero vincolato solo i firmatari, proteggendo così il sistema tariffario del sultano.
Analogamente al Congo si stabilì la libera navigazione anche per il fiume Niger, nonostante la Gran Bretagna vantasse il controllo dell'area.

### La colonizzazione
Altre questioni, di carattere umanitario, vennero affrontate alla conferenza. Le missioni religiose e scientifiche furono poste sotto protezione e venne confermato il divieto di tratta degli schiavi. Gli inglesi proposero, inoltre, il divieto di vendita dei superalcolici. Suggerimento non accolto da tedeschi e olandesi; per i primi dei quali l'esportazione di superalcolici in Africa occidentale rappresentava i 3/5 del totale. Si stabilì quindi che sarebbero state le autorità locali a regolare tale commercio, consentendolo di fatto.
Quanto ai territori, l'atto finale della conferenza definì che la potenza che avesse preso possesso di un tratto di costa, per considerarlo propria colonia, doveva metterne a conoscenza gli altri firmatari e istituirvi una misura di effettiva autorità. Con ciò, il 26 febbraio 1885, la conferenza chiuse i lavori.

### Lo Stato Libero del Congo
Il notevole protrarsi del congresso (quasi tre mesi) fu dovuto, più che alle trattative ufficiali, a intense trattative di corridoio che determinarono la nascita dello Stato Libero del Congo, patrocinata da Leopoldo II del Belgio. Francesi e portoghesi che avevano diretti interessi nella zona furono coloro che ebbero i colloqui più faticosi. Al termine dei quali, la Francia, (5 febbraio 1885) e il Portogallo (15 febbraio) riconobbero il nuovo Stato.
Per cui il 23 febbraio 1885, l'Associazione Internazionale del Congo, dietro la quale figurava Leopoldo II, dichiarò che in virtù di trattati conclusi con i sovrani locali le venivano concessi ampi territori per la formazione di uno Stato libero e indipendente. I confini della nuova entità politica erano stati delimitati a seguito di convenzioni con Francia e Portogallo. Tali confini rientravano (ma con un accesso più limitato al mare) nella zona che abbiamo visto del "Bacino del Congo e dei suoi affluenti". Nella dichiarazione si precisava anche che l'Associazione Internazionale del Congo non avrebbe percepito alcun diritto di dogana.

## L’inizio della “corsa per l’Africa”

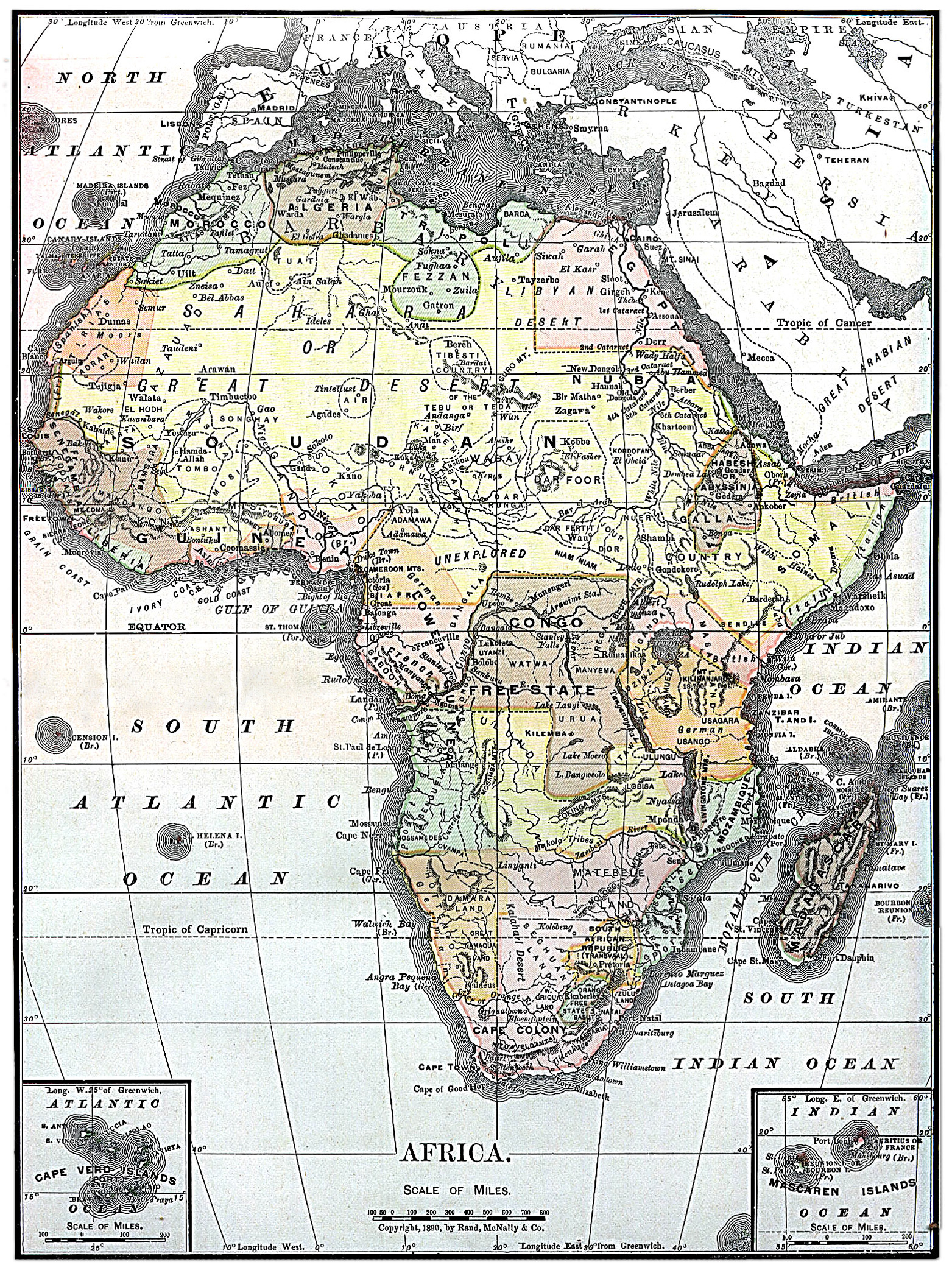
L’Africa dopo la conferenza di Berlino. Le aree in giallo sono ancora libere dal colonialismo. Al centro, lo Stato Libero del Congo (Congo Free State).

Al di là delle decisioni sullo Stato Libero del Congo, la conferenza di Berlino negli atti ufficiali si limitò a sancire regole commerciali, umanitarie e, solo riguardo alle coste, di colonizzazione. Su quest'ultimo punto, poi, c'è da considerare che quasi tutti i tratti costieri del continente erano già occupati. Tuttavia, dopo i lavori della conferenza, si fecero strada in diplomazia concetti come la "sfera di influenza da consolidare" e l'Hinterland, idea tedesca per cui una potenza con rivendicazioni sulla costa aveva diritto all'entroterra adiacente.
L’articolo 34 del trattato della Conferenza apriva infatti ad ogni potenza partecipante, anche se non ufficialmente, la possibilità di fondare protettorati in Africa con il consenso delle altre: «Ogni potenza che in futuro si impossessi di un territorio sulle coste del continente africano, esterno ai possedimenti attuali, o che, non avendo attualmente alcun possedimento, ne acquisti e assuma un protettorato […] accompagnerà l’uno o l’altro atto con una relativa comunicazione, indirizzata alle altre potenze firmatarie del presente Atto, affinché queste possano impugnare l’annessione se vi sono elementi fondati per farlo». L’articolo era perfetto per la Germania che non aveva ancora possedimenti in Africa ma solo insediamenti commerciali.
Tale situazione consentì infatti a Berlino, già durante la Conferenza, di vedersi riconosciuto il Camerun e, poco dopo, gli consentì di proclamare un protettorato sul territorio di quella che sarebbe divenuta l'Africa Orientale Tedesca: nasceva l'impero coloniale tedesco. Da questo momento le varie potenze, ma soprattutto Francia e Gran Bretagna, si contrastarono per la conquista di nuovi territori all'interno del continente africano, ciò che in inglese venne chiamato scramble for Africa ("corsa per l'Africa").